# Saproamanita foetidissima
Saproamanita foetidissima ist ein Ständerpilz aus der Familie der Wulstlingsverwandten (Amanitaceae), der in vor allem in Südafrika vorkommt. 

## Merkmale

### Makroskopische Merkmale
Saproamanita foetidissima bildet große bis sehr große, anfangs einem Trommelschlägel ähnliche Fruchtkörper mit einem Hut von sieben bis vierzehn Zentimeter Durchmesser oder auch größer. Er ist zuerst kegelig-konvex, dann glockig konvex und schließlich flach ausgebreitet mit einer cremefarbenen bis gelbbraunen Farbe mit gelblich-ockerer Tönung. Die Oberfläche reißt bereits in jungem Zustand auf in dicke, weiche flockige Schuppen, die zum Rand hin eher faserig wirken. Der Hurrand überragt die Lamellen.  Der zentrale Stiel ist 7 bis 16, nach anderen Angaben 9 bis 18 cm groß. Er ist in der Mitte ein bis zwei Zentimeter dick, wird aber zur Stielbasis hin breiter, nämlich 2,5 bis 3 cm. Er ist bis zum Ring mit dichten gelbbraunen Schuppen auf weißem Untergrund bedeckt. Der Ring ist zerbrechlich und häutig und mit Schuppen an der Unterseite. Die blass- bis schmutzig cremefarbenen Lamellen sind ein bis zwei Zentimeter tief, dicht gedrängt und frei. Das Fleisch ist weiß und besitzt in im jungen Zustand einen wässerigen bräunlichen Saft. Der Pilz riecht widerlich nach Harn. Der Sporenpulverabdruck ist weiß.

### Mikroskopische Merkmale
Die Hutschuppen bestehen aus Ketten aus tonnen- oder spindelförmigen, dünnwandigen Hyphen, die bis zu 70 bis 170 µm lang und 15 bis 32 µm breit werden. Sie besitzen Schnallen an den Septen. Cheilozystiden fehlen. Die Basidien sind 50 bis 52 µm lang und 9 bis 9,5 µm breit, dünnwandig, durchscheinend, keulig und besitzen immer vier Sporen. Die ovalen bis fast kugeligen Sporen messen 7 bis 9 µm in der Länge und 6 bis 8 µm in der Breite. Sie sind dünnwandig, durchscheinend und amyloid.

## Verbreitung, Ökologie und Phänologie
Saproamanita foetidissima ist vor allem in Südafrika aus den Provinzen Westkap, Ostkap, Gauteng, Mpumalanga und KwaZulu-Natal bekannt. Es gibt aber auch vereinzelte Meldungen aus Mexiko, Argentinien und Australien. Die Arten ist wie alle Vertreter der Gattung und im Unterschied zu den Wulstlingen saprob. Sie wächst auf Grasland und Rasenflächen. Fruchtkörper werden einzeln oder in Gruppen gebildet. Der Pilz wächst auch in Hexenringen.

## Systematik und Taxonomie
Saproamanita foetidissima wurde 1991 von den Mykologen Derek A. Reid und Albert Eicker erstbeschrieben, die Art wurde zunächst zur großen Gattung der Wulstlinge (Amanita) in der Untergattung Lepidella, Sektion Lepidella und Untersektion Vittadini gestellt. 2016 wurden aufgrund phylogenetischer Untersuchungen alle saproben Arten in die Gattung Saproamanita gestellt.